# Linia verde a metroului din Lisabona
Linia verde (în portugheză Linha Verde) sau Linia caravelei (în portugheză Linha da Caravela) este una din cele patru linii ale metroului din Lisabona.

## Stații
Telheiras

 Campo Grande  

 Alvalade

 Roma

  

 Areeiro 

 Alameda 

 Arroios

 Anjos

 Intendente

 Martim Moniz

 Rossio

 Baixa-Chiado 

 Cais do Sodré  

## Frecvență
| Orarul de vară                 | Orarul de vară | Orarul de iarnă                                                                                         | Orarul de iarnă                                                                                                 |                                                                 |
| Interval orar                  | Frecvență | Interval orar                                                                                           | Frecvență |                                                                 |
| ------------------------------ | --- | --- | --- | --------------------------------------------------------------- |
| În zilele lucrătoare           | 06:30 - 07:30 07:30 - 08:00 08:00 - 08:30 08:30 - 09:30 09:30 - 10:00 10:00 - 10:30 10:30 - 16:00 16:00 - 17:00 17:00 - 19:00 19:00 - 20:00 20:00 - 20:30 20:30 - 21:30 21:30 - 01:05 | 06' 10" 05' 00" 04' 35" 03' 50" 05' 00" 06' 10" 07' 00" 05' 00" 04' 10" 04' 55" 06' 05" 08' 05" 12' 00" | 06:30 - 07:15 07:15 - 10:00 10:00 - 16:15 16:15 - 19:00 19:00 - 20:30 20:30 - 21:00 21:00 - 22:15 22:15 - 01:05 | 06' 00" 03' 35" 06' 05" 03' 50" 04' 55" 06' 00" 07' 55" 11' 50" |
| În weekend și sărbători legale | 06:30 - 21:30 21:30 - 22:30 22:30 - 01:05 | 08' 05" 09' 30" 11' 50"'                                                                                | 06:30 - 21:30 21:30 - 22:30 22:30 - 01:05                                                                       | 08' 05" 09' 30" 11' 50"                                         |

## Cronologie
- 29 decembrie 1959: Inaugurarea rețelei originale a metroului din Lisabona, în formă de Y. Stațiile comune ale celor două ramuri: Restauradores, Avenida, Rotunda (fostul nume al stației Marquês de Pombal, unde linia se despărțea în cele două ramuri). Stațiile rețelei originale care acum aparțin Liniei albastre (începând de la Rotunda): Parque, São Sebastião, Palhavã (fostul nume al stației Praça de Espanha) și Sete Rios (fostul nume al stației Jardim Zoológico). Stațiile rețelei originale care acum aparțin Liniei galbene (pornind de la Rotunda): Picoas, Saldanha, Campo Pequeno și Entre Campos.
- 27 ianuarie 1963: Inaugurarea stației Rossio. Traseul ramurii principale: Restauradores – Rossio.
- 28 septembrie 1966: Inaugurarea stațiilor Socorro (fostul nume al stației Martim Moniz), Intendente și Anjos. Traseul ramurii principale: Restauradores – Anjos.
- 18 iunie 1972: Inaugurarea stațiilor Arroios, Alameda, Areeiro, Roma și Alvalade. Traseul ramurii principale: Restauradores – Alvalade.
- 15 octombrie 1988: Inaugurarea stațiilor Cidade Universitária, Laranjeiras, Alto dos Moinhos și Colégio Militar/Luz. Traseul actualei Linii albastre: Rotunda – Colégio Militar/Luz. Traseul actualei Linii galbene: Rotunda – Cidade Universitária.
- 3 aprilie 1993: Inaugurarea stației Campo Grande. Traseul ramurii principale: Restauradores – Campo Grande. Traseul actualei Linii galbene: Rotunda – Campo Grande.
- 15 iulie 1995: Crearea Liniei albastre și a Liniei galbene prin construcția unei a doua stații Rotunda. Traseul noii Linii albastre: Colégio Militar/Luz – Campo Grande.
- 18 octombrie 1997: Inaugurarea stațiilor Carnide și Pontinha. Traseul liniei: Pontinha – Campo Grande.
- 1 martie 1998: Stația Palhavã este redenumită Marquês de Pombal, stația Sete Rios este redenumită Jardim Zoológico, iar stația Socorro este redenumită Martim Moniz.
- 3 martie 1998: Crearea Liniei albastre și a Liniei verzi prin terminarea tunelului Restauradores – Rossio. Traseul noii Linii verzi: Rossio – Campo Grande.
- 18 aprilie 1998: Inaugurarea stațiilor Baixa-Chiado și Cais do Sodré. Traseul liniei: Cais do Sodré – Campo Grande.
- 2 noiembrie 2002: Inaugurarea stației Telheiras. Traseul liniei: Cais do Sodré – Telheiras.[2]

## Planuri de viitor
- Până la sfârșitul anului 2021 este planificată construirea a două noi stații (Santos și Estrela), care să conecteze Cais do Sodré pe Linia verde cu Rato pe Linia galbenă, creând astfel o buclă prin unirea acestor două linii.[3][4][5]